# 올긴주

올긴 주의 위치

올긴주(스페인어: Provincia de Holguín)는 쿠바 북동부에 위치한 주로 주도는 올긴이며 면적은 9,209.71km2, 인구는 1,037,161명(2010년 기준)이다.
북쪽으로는 대서양, 남동쪽으로는 관타나모 주, 남쪽으로는 산티아고데쿠바주, 남서쪽으로는 그란마 주, 북서쪽으로는 라스투나스 주와 접한다. 14개 지방 자치체를 관할한다.